# Dani Luna
Chloe Smith (* 2. März 1999 in Croydon, England) ist eine englische Wrestlerin. Sie stand zuletzt bei der WWE unter Vertrag und trat regelmäßig in deren Show NXT UK auf.

## Wrestling-Karriere

### Independent-Ligen (2016–2020)
Dani Luna gab ihr Wrestling-Debüt am 3. Dezember 2016 unter ihrem richtigen Namen und rang in der englischen Wrestling Promotion Evolution, hier wurde sie von Lana Austin besiegt. Zwei Monate später tauchte sie wieder im Verband auf und verlor ein 2 on 1 Handicap Match gegen Mya Mae und Sierra Loxton. Im Jahr 2017 gab sie ihr Debüt für British Empire Wrestling. Nach einigen Niederlagen beschloss sie, in diversen anderen Promotions aufzutreten, unter anderem für Preston City Wrestling, Dragon Pro Wrestling, International Pro Wrestling United Kingdom und Pro Wrestling Chaos. In dieser Zeit konnte sie sich drei Titel sichern.

### World Wrestling Entertainment (2019–2022)
Dani Luna trat am 3. Juli 2019 zum ersten Mal in der WWE während einer NXT UK Episode auf, hier verlor sie zusammen mit Mercedez Blaze ein 2 on 1 Handicap Match gegen Jazzy Gabert. Sie trat erneut in der Folge von NXT UK am 31. Juli auf, hier verlor sie gegen Rhea Ripley. In der Folge von NXT UK am 25. September verlor Dani zum dritten Mal gegen Nina Samuels.
Am 31. Januar 2020 unterzeichnete Dani Luna einen Vertrag mit der WWE. In der Folge von NXT UK am 6. Februar gab Dani ihr Debüt, wurde jedoch von Piper Niven besiegt. In der Folge von NXT UK am 12. März besiegte sie Amale durch Disqualifikation, als sie von der NXT UK Women’s Championesse Kay Lee Ray angegriffen wurde. In der Folge von NXT UK vom 19. März forderte sie Kay Lee Ray für die NXT UK Women’s Championship heraus, den Titel konnte sie jedoch nicht gewinnen. In der Folge von NXT UK vom 2. April wurden Dani und Piper Niven von Jinny und Kay Lee Ray besiegt. Am 18. August 2022 wurde bekannt gegeben, dass sie von der WWE entlassen wurde.

## Titel und Auszeichnungen
- Dragon Pro Wrestling
  - Celtic Crown Women’s Championship (1×)

- Pro Wrestling Chaos
  - Maiden Of Chaos Championship (1×)

- Pro Wrestling SOUL
  - SOUL Women’s Championship (1×)